# China Crisis
China Crisis és un grup anglès de música pop, format per Gary Daly (veu, teclista, baixista) i Edward Lundon (veu, guitarrista i teclista), tots dos originaris de Kirkby (Liverpool, Merseyside). Al llarg de la seva existència han estat acompanyats per altres músics, però el seu nucli sempre ha estat el duet Daly/Lundon.
El seu estil musical és proper a la New wave, amb lletres que ocasionalment incloïen comentaris sociopolítics. Les seves cançons més conegudes són "Christian", "Wishful thinking" i "Black Man Ray", aparegudes entre 1982 i 1985. Durant la gira de reunió dels Orchestral Manoeuvres in the Dark, també de Liverpool, China Crisis van fer de teloners.

## Biografia

### Inicis
Daly i Lundon es coneixien des de la seva època escolar, en què ja estaven influïts pel glam-rock de David Bowie, el funk de Stevie Wonder i l'experimentació electrònica de Brian Eno. Després de participar en diverses bandes locals i insatisfets amb els resultats, decidiren de formar el seu propi grup, centrant-se en els instruments electrònics; Daly i Lundon compongueren les seves primeres cançons amb un magnetòfon, una caixa de ritmes i diversos teclats. Poc després conegueren el bateria Dave Reilly —que posseïa un kit de bateria electrònica— i el convidaren a formar part del grup.

### Primers senzills i primer disc
Amb aquesta formació editaren els seus dos primers senzills, "African and White" el 1981 (amb una lletra que denunciava els prejudicis racistes) i, el 1982, "Scream down at me", que mostrava un so més dur i electrònic. Tots dos llançaments aparegueren al segell discogràfic independent "Inevitable Records", també de Liverpool. Tot i que cap d'aquests senzills no tingué un impacte considerable, atragueren l'atenció de Virgin Records, que reedità "African and White" en una versió especial remesclada; en aquesta ocasió el senzill pujà al número 45 britànic. Poc després aparegué el seu primer àlbum, Difficult Shapes & Passive Rhythms, Some People Think It's Fun To Entertain, també al segell Virgin Records, un disc eclèctic on el trio mostrava les seves diverses influències (funk, reggae, fins i tot New Age), i que els donà el seu primer gran èxit: la balada "Christian", que arribà al número 12 a les llistes britàniques mentre feien una gira com a teloners del grup Simple Minds.

### Etapa clàssica
Ja abans de l'edició del seu senzill "Christian" el percussionista David Reilly havia deixat el grup; Daly i Lundon el substituïren amb una secció rítmica completa, el baixista Gary "Gazza" Johnson i el bateria Kevin Wilkinson. Amb aquesta formació China Crisis editaren el 1983 una sèrie de singles ("Tragedy and Mystery", "Working with Fire and Steel"; tots dos foren èxits moderats al Regne Unit, si bé el segon arribà al número 27 de les llistes dance nord-americanes) i el seu segon disc, Working with Fire and Steel - Possible Pop Songs Volume Two. L'àlbum, en què China Crisis experimentaren amb noves sonoritats (saxòfon, oboe i fins i tot arranjaments orquestrals), millorà els resultats del seu disc de debut, preparant el seu gran èxit: el senzill "Wishful Thinking", editat el mes de gener de 1984; "Wishful Thinking" aconseguí arribar al número 9 britànic, entrà al top 20 alemany i fou considerablement popular a Suècia.
El 1985 China Crisis continuaren amb la seva ratxa d'èxits, amb dos senzills al Top 10 britànic ("Black Man Ray" i "King in a Catholic Style") i un nou àlbum, Flaunt the Imperfection, produït per Walter Becker (ex-membre de Steely Dan, una altra de les grans influències de China Crisis). En la gira posterior de presentació, China Crisis comptaren amb el suport de Brian McNeil als teclats, que posteriorment s'integraria a la disciplina del grup. També en aquesta època China Crisis editaren una recopilació de vídeoclips anomenada Showbiz Absurd.

### Esdeveniments diversos
El 1986 i el 1989 China Crisis editaren dos nous discos, What Price Paradise i Diary of a Hollow Horse (aquest últim, produït novament per Walter Becker). Tots dos tingueren més èxit entre la crítica que en l'àmbit comercial; aquesta tendència continuà al seu disc de 1994, Warped by Success. Un any més tard, China Crisis editaren un disc acústic en concert, Acoustically Yours; després d'aquest llançament, les activitats del grup quedaren en suspens. El 1999, després d'haver col·laborat amb diversos artistes, Kevin Wilkinson se suïcidà a l'edat de 41 anys.
Gary Daly formà un nou grup, Muddyhead, amb el qual edità el disc Land and Sea el 2005, el mateix any en què China Crisis es reuniren per fer un concert a Liverpool.
El 2007 la banda es tornà a reunir per a una gira britànica que durà els mesos de gener i febrer; el 2008 actuaren com a teloners d'OMD. Al febrer de 2009, la banda va realitzar un concert de recaptació de fons per a The Friends of Meols Park.
A més, es van presentar concerts a The Robin 2, Bilston, Wolverhampton, el 20 de febrer de 2009, i a Stone, Staffordshire, el 22 de febrer de 2009. Es va celebrar a Kirkby Art Gallery, Kirkby, Knowsley l'exposició d'art de Daly "How To Live & Love Your Life"., Merseyside del 23 de febrer al 10 de maig de 2009. China Crisis tocà a Fort Perch Rock al Wirral el 8 d'agost de 2009, i al Rewind Festival en Henley-on-Thames, Oxfordshire, el 22 d'agost de 2009. El mateix mes van tocar al Festival Mathew Street a Liverpool.
Van tornar a les Filipines per actuar a Eastwood City el 20 de gener de 2011 i van jugar als Festivals Rewind de Perth (Escòcia) i Henley-on-Thames a l'agost de 2011. Un altre concert a les Filipines es va celebrar el 9 de setembre de 2011 al Conveni SMX Centre, juntament amb Ex-Simple Minds amb més espectacles a les Filipines, Singapur i Hong Kong que van seguir. En els últims espectacles, els dos músics de la China Crisis s'han unit amb Siân Monaghan a la bateria. [6]
El 2012, la banda va realitzar una sèrie d'espectacles a la seva Gran Bretanya natal, amb espectacles a Upton-upon-Severn a l'agost, Stratford-upon-Avon, Birmingham i Middlesbrough a l'octubre, Glasgow i Gateshead al novembre, i acabant la gira al Cavern Club, Liverpool al desembre.
El 2013, la banda va recórrer de manera més àmplia, tocant en dates al Regne Unit i visitant Estats Units i Canadà com a trio de músics amb Brian McNeil, abans de tornar per a més dates del Regne Unit, incloent els seus concerts regulars de Christmas Cavern Club, Divendres com a quintet.
El 2014, la banda va tocar una altra gira al Regne Unit, que va culminar de nou en els seus espectacles anuals del Cavern Club. Durant aquests espectacles, van retre homenatge a Nicky Lundon, germà d'Eddie, que havia treballat extensament amb la banda, i que havia mort en aquell any. La seva cançó "Wishful Thinking" es va representar en la seva memòria.
La banda va tornar una vegada més a les Filipines el juny de 2014 per a un espectacle al Solaire Resort & Casino.

### 2014 - present: nou àlbum i anys posteriors
El 16 de desembre de 2013, la cançó "Everyone You Know" es va fer disponible com a descàrrega gratuïta al lloc web de Pledge Music, en el moment d'encomanar l'àlbum Autumn in the Neighborhood el llançament del qual es va anunciar pel 2014. [7] El 13 de gener de 2014, la banda va publicar un compte il·lustrat de la pista i com es va escriure i es va registrar. El 87% de l'objectiu de penyora s'havia aconseguit en aquell moment. [8] A la sortida del nou àlbum, la cançó "Being in Love" es va estrenar al programa de música de BBC Radio 6 de Steve Lamacq el 25 d'abril de 2014. [9] La banda va recórrer a finals de 2014, tocant algunes pistes del nou àlbum al costat de favorits més antics. A partir del 5 de febrer de 2015, [10] la banda havia aconseguit el 235% del seu objectiu Pledgemusic i l'àlbum estava en la barreja final i la producció.
La tardor del barri es va estrenar el 3 de juny de 2015 a través del lloc web de Pledge Music. Va ser el seu primer àlbum d'estudi durant 21 anys, i va contenir 11 cançons; No obstant això, la cançó de tria de preliminar, "Tothom que sàpigues", no estava inclosa a l'àlbum. La banda va emprendre una extensa gira promocional del Regne Unit des de finals de setembre fins a desembre de 2015, tant com a trio com a banda completa. [11] La gira incloïa una nit especial "Flaunt the Imperfection Live" a The Epstein Theatre, Liverpool el 17 d'octubre de 2015 per commemorar el trentè aniversari del seu àlbum de 1985 amb aquest nom. La banda també va jugar cinc nits a Amèrica del Nord al desembre sota la bandera de "North America Merry Christmas Tour" [12].
Al novembre de 2015, es va publicar un àlbum de recopilació, 80's Recovered, amb molts artistes relacionats amb els anys 80 a l'etiqueta Music Brokers. China Crisis va aportar una versió de "It's Too Late" de Carole King, amb una versió regular i un remix extens. [13]
El març de 2017, China Crisis va actuar com a part del '80's Invasion Tour', que incloïa a Toyah, Paul Young i Martika.
Al juliol de 2017, la banda va tornar a les Filipines per fer un espectacle al Teatre Kia, al costat de Peter Coyle de The Lotus Eaters.
L'ex productor de China Crisis, Walter Becker, va morir el 3 de setembre de 2017